# Tigridia martinezii
Tigridia martinezii är en irisväxtart som beskrevs av Graciela Calderón. Tigridia martinezii ingår i släktet Tigridia och familjen irisväxter. Inga underarter finns listade i Catalogue of Life.